# キリアコス・パパドプーロス
キリヤコス・パパドプーロス（英: Kyriakos Papadopoulos, 希: Κυριάκος Παπαδόπουλος, 1992年2月23日 - ）は、ギリシャのサッカー選手。カテリーニ出身、ポジションはディフェンダー。

## 経歴

### クラブ
ギリシャのカテリーニ出身。2007年からオリンピアコスFCに所属。2007年12月2日のアトロミトスFC戦で15歳と283日でデビューを果たし、ギリシャ・スーパーリーグの最年少出場記録を打ち立てた。2010年からシャルケ04と4年契約を結んだ。2014-15シーズンはバイエル・レバークーゼンへ期限付き移籍をした。
2015-16シーズンよりバイエル・レバークーゼンへ2020年までの5年契約で完全移籍した 。

### 代表
世代別代表に選出され、2011年6月4日のUEFA欧州選手権2012予選マルタ戦でA代表初出場を果たし、初得点も挙げた。

## タイトル
オリンピアコスFC
- ギリシャ・スーパーリーグ：2008
- ギリシャ・カップ：2008

シャルケ04
- DFBポカール：2010-11